# گفتگوی بین ادیان

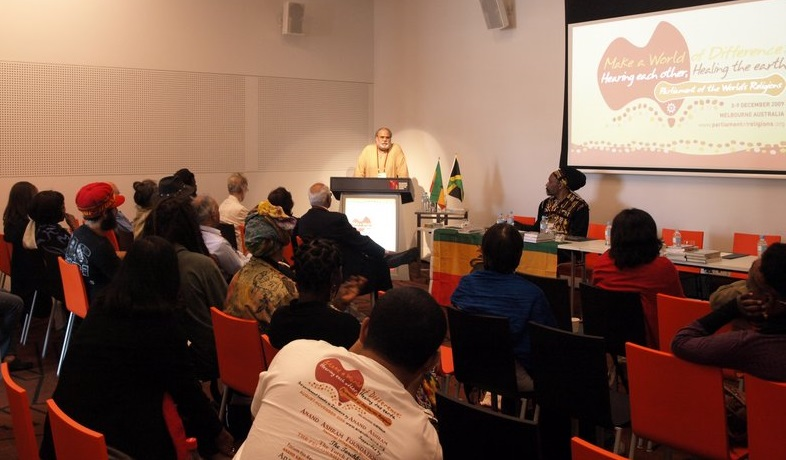
آناند کریشنا در پارلمان ادین در ملبورن - استرالیا

گفتگوی بین ادیان (انگلیسی: Interfaith dialogue) به تعامل مشارکتی، سازنده و مثبت بین افراد دارای سنت‌های مختلف دینی (یعنی" ایمان ") و/یا اعتقادات معنوی معنوی یا انسانی، در دو سطح فردی و نهادی اشاره دارد. گفتگوی بین ادیان متمایز از تلفیق‌گرایی یا دین جایگزین است، زیرا گفتگو اغلب شامل ارتقاء درک بین ادیان یا عقاید مختلف برای افزایش پذیرش دیگران، به جای ترکیب باورهای جدید است.